# Mamoea cooki
Mamoea cooki är en spindelart som beskrevs av Forster och Wilton 1973. Mamoea cooki ingår i släktet Mamoea och familjen Amphinectidae. Inga underarter finns listade i Catalogue of Life.